# 三和里 (烏日區)
三和里，是台中市烏日區的一里。

## 地理
位於該區西側，北邊為學田里、東邊及南邊為湖日里、西邊則為榮泉里。

## 交通

### 公路
中山高速公路於該里中間由東北向西南貫穿而過，但未在境內設有交流道。
市道125號是連接大雅與烏日的公路，由北向南貫穿該里，在此匯入台1乙線。

### 捷運
- 高鐵台中站

### 鐵路
- 新烏日站